# (3118) Claytonsmith
(3118) Claytonsmith (1974 OD) ist ein ungefähr 37 Kilometer großer Asteroid des äußeren Hauptgürtels, der am 19. Juli 1974 am Felix-Aguilar-Observatorium im Nationalpark El Leoncito in der Provinz San Juan in Argentinien (IAU-Code 808) entdeckt wurde.

## Benennung
(3118) Claytonsmith wurde nach dem Astrometriker Clayton Albert Smith (1934–1993) benannt, der bekannt für seine Arbeit an Sternenkatalogen und für die Verbesserung des Himmelskoordinatensystems war. Von 1968 bis 1970 war er Direktor des Yale-Columbia Southern Observatory (heute Dr. Carlos U. Cesco Station) in El Leoncito und ab 1992 Direktor der Astronomieabteilung des United States Naval Observatory.